# Брестський трамвай
Брестський трамвай (фр. Tramway de Brest) — трамвайна мережа французького міста Брест.

## Історія
Перші електричні трамваї на вулицях міста з'явились у 1898 році, незабаром мережа була розширена до трьох ліній. Історичний трамвай пропрацював до 1944 року, коли система була остаточно закрита через значні руйнування внаслідок військових дій. В повоєнні часи мережу вирішили не відновлювати, натомість в місті побудували тролейбусну мережу, що пропрацювала з 1947 до 1970 року. 

## Мережа
Сучасна лінія завдовжки 14,3 км з  28 зупинками була відкрита 23 червня 2012 року. Будівництво тривало менше трьох років. Лінію обслуговують 20 зчленованих, п'ятисекційних низькопідлогових трамваїв Alstom Citadis. Трамваї були замовлені спільно з містом Діжон в якому також будувалася трамвайна мережа, через більшу кількість замовлених трамваїв вдалося заощадити близько 25% від вартості кожного трамваю. Трамваї курсують з понеділка по суботу  з 4:40 до 0:50, у неділю та свята з 7:30 до 0:50.

## Галерея

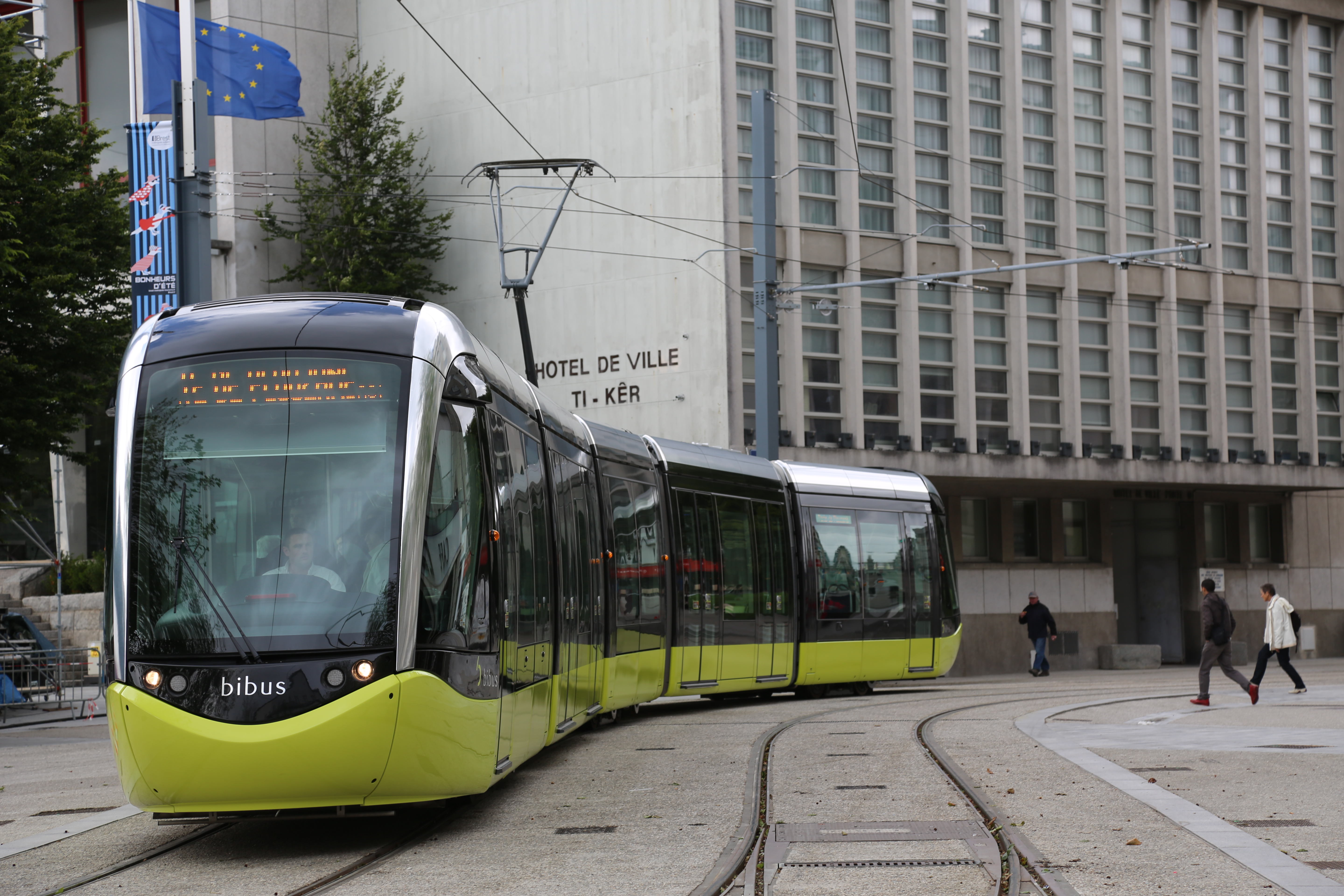
Трамвай на вулицях міста в день відкриття
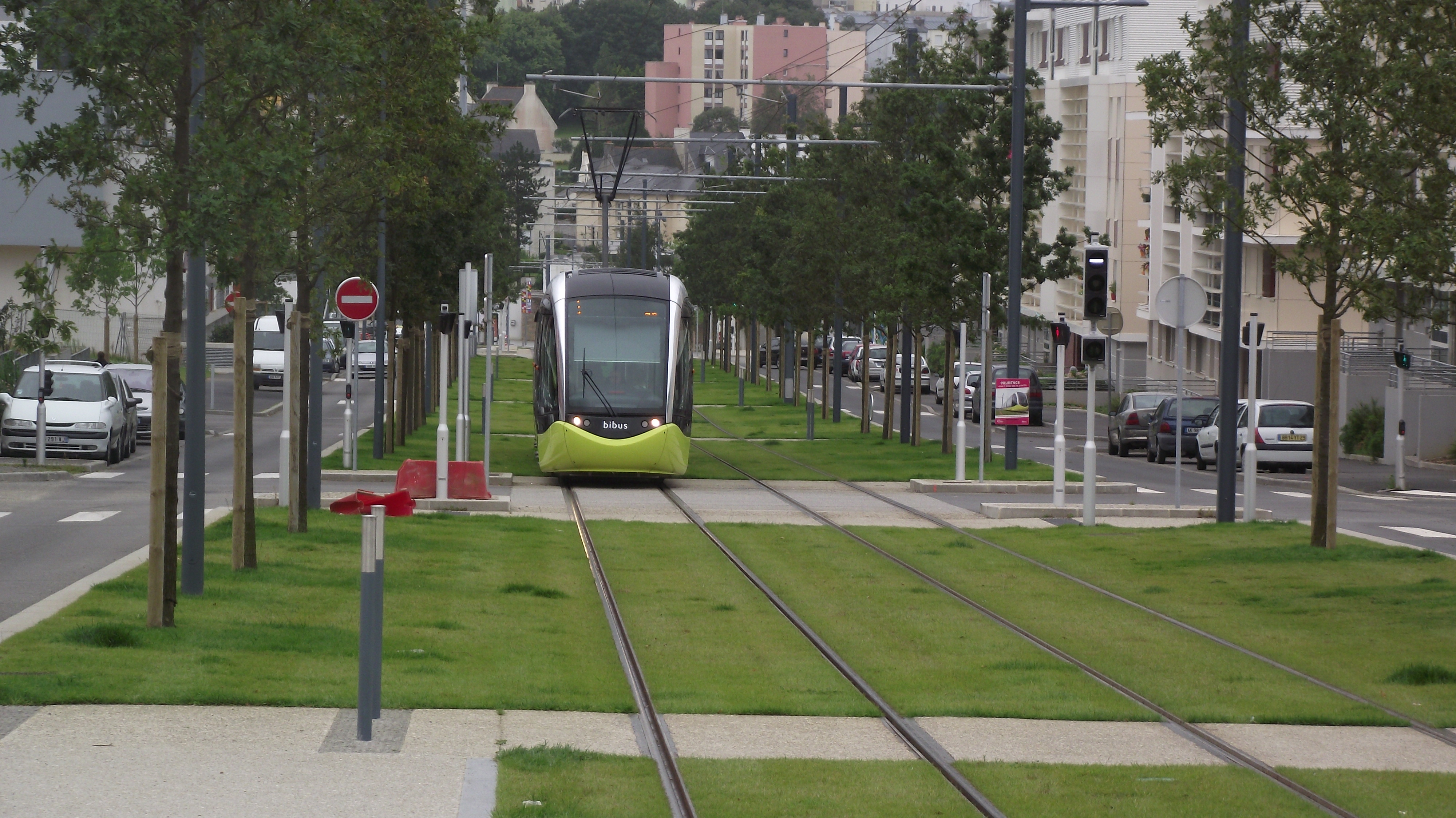
Трамвай на бульварі
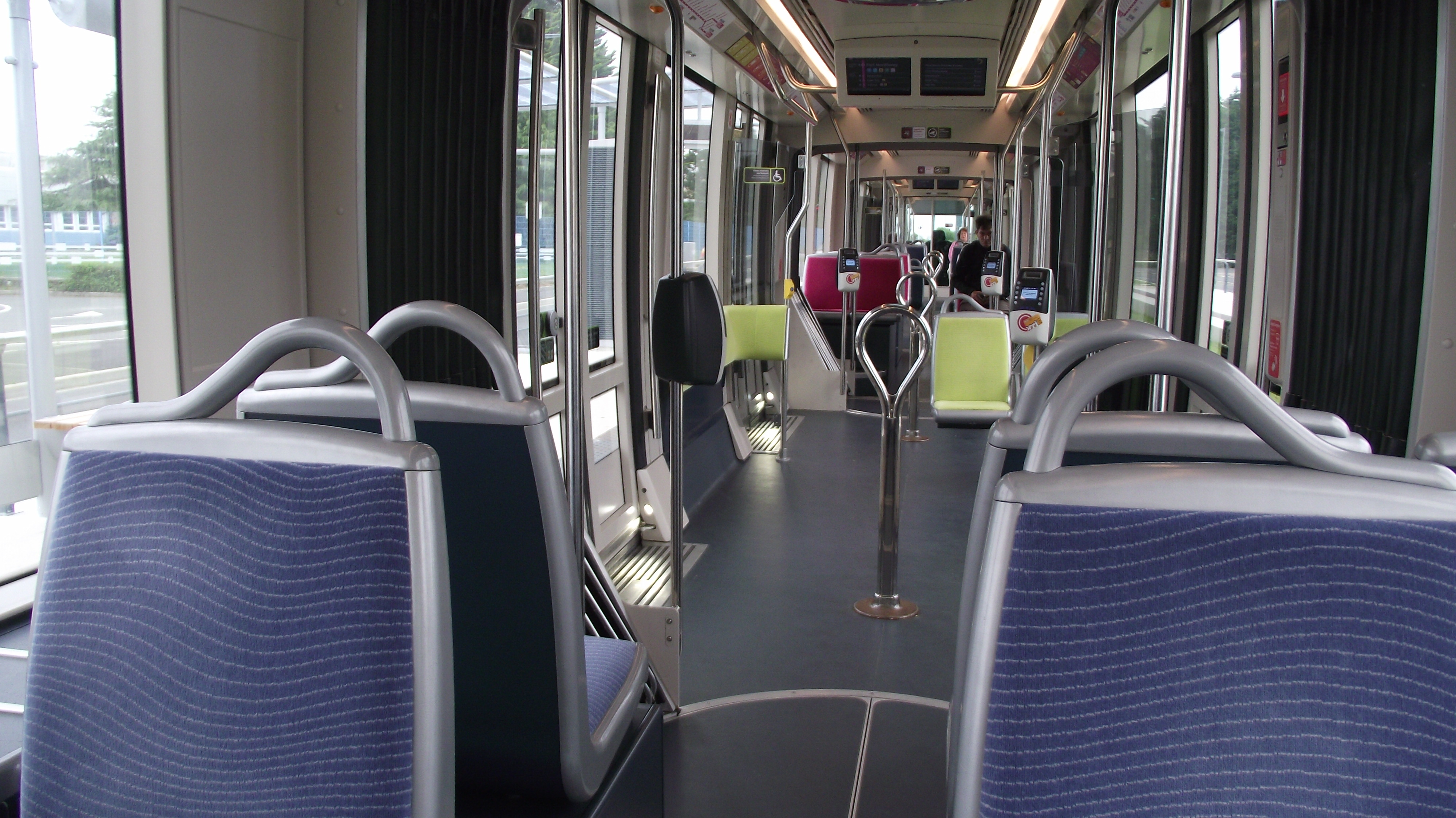
Всередині трамваю